# Chico Benymon
Chico Benymon (Amityville, 27 agosto 1974) è un attore e cantante statunitense.

## Biografia

### Prossimi progetti
È famoso per aver recitato in “i fantasmi di casa Hathaway”. Chico sarà protagonista in cinque prossimi progetti cinematografici; Where is Love Waiting, Nite Tales: The Movie, Burning Sands, Cuttin' da Mustard, e Steppin': The Movie. Attualmente sta girando il dramma, Where is Love Waiting.